# Josef Lowatschek
Josef Lowatschek (* 11. März 1879 in Jedenspeigen; † 11. Juli 1950 in Mödling) war ein österreichischer Politiker (CSP) und Volksschuldirektor. Lowatschek war von 1927 bis 1934 Abgeordneter zum Landtag von Niederösterreich.

## Leben
Nach dem Besuch der Lehrerbildungsanstalt in Brünn war Lowatschek ab 1899 als Lehrer tätig, wobei er ab 1908 in Mödling arbeitete. Lowatschek wurde 1919 in den Gemeinderat gewählt und hatte zwischen 1922 und 1925 sowie von 1934 bis 1938 das Amt des Bürgermeisters inne. Zudem war er als Obmann des Landesverbandes der Sparkassen aktiv und gründete den Verein Christlicher Lehrer in Niederösterreich. Des Weiteren war er Präsident der Lehrergewerkschaft.
Sein Großneffe, Harald Lowatschek, war, wie er, sowohl Schuldirektor als auch Bürgermeister in Mödling.

## Politik
Lowatschek vertrat die Christlichsoziale Partei zwischen dem 20. Mai 1927 und dem 30. Oktober 1934 im Niederösterreichischen Landtag und war während des Austrofaschismus vom 22. November 1934 bis zum 12. März 1938 Vertreter des Schul-, Erziehungs- und Volksbildungswesens im Ständischen Landtag von Niederösterreich.

## Anerkennungen
- Begraben ist Lowatschek in einem Ehrengrab der Stadt Mödling am Mödlinger Friedhof.[1]
- Ihm zu Ehren wurde in Mödling die Josef Lowatschekgasse benannt.